# Tienuurtje
Een tienuurtje is, in Vlaanderen, een tussendoortje in de voormiddag. Belgische schoolkinderen nuttigen doorgaans een tienuurtje in de voormiddagpauze. Ouders geven hen daarvoor koekjes, een stuk fruit, een brikje melk of vruchtensap of een andere snack mee. Ook onder werknemers is een tienuurtje met koffie niet ongewoon.
Gelijkaardige tussendoortjes in de voormiddag zijn elevenses in het Verenigd Koninkrijk en de Verenigde Staten, la once in Spaanstalige landen en morning tea of smoko in Australië en Nieuw-Zeeland.
Een snack in de namiddag of voor schoolkinderen net na schooltijd is in België een vieruurtje.